# Yantra

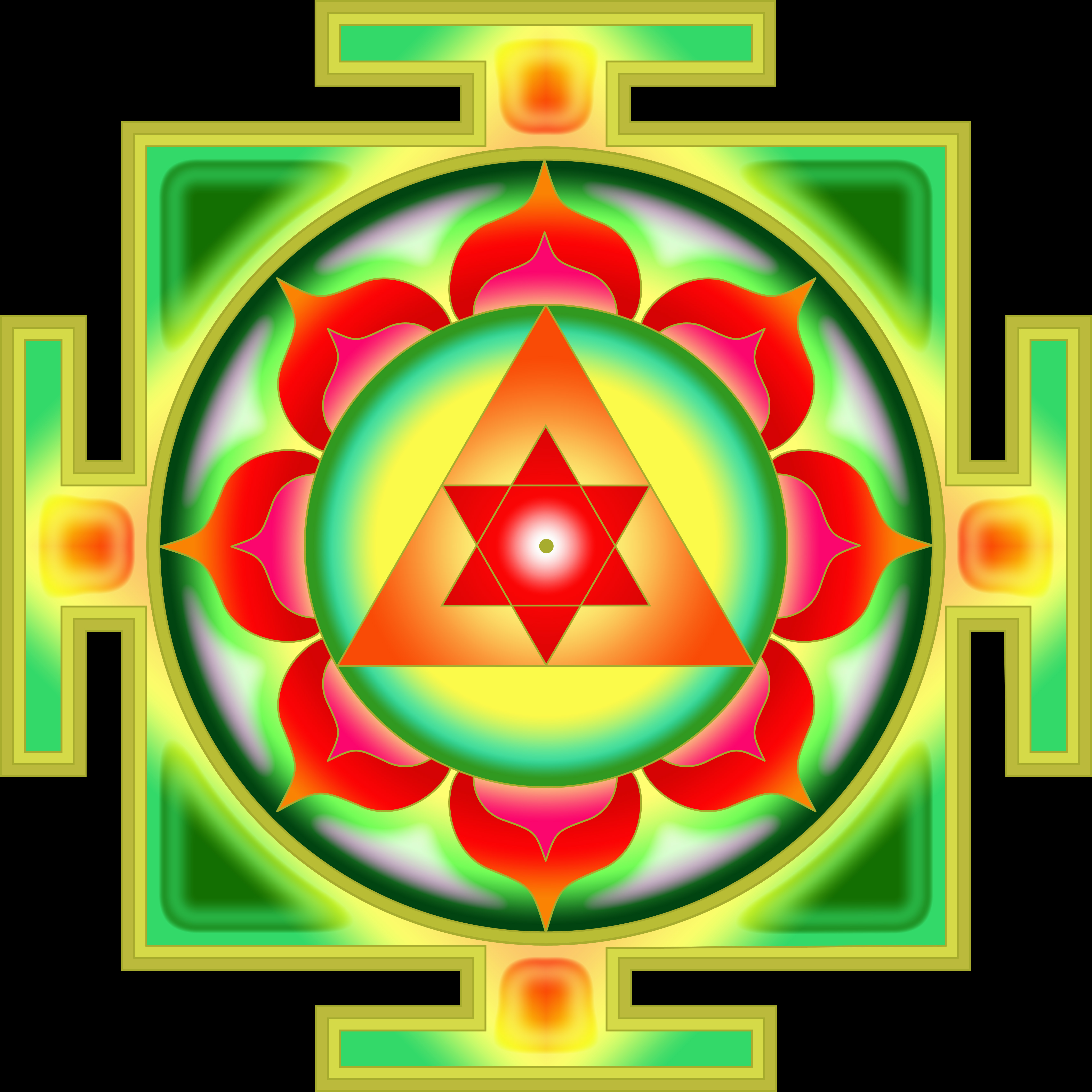
Yantra sobre ganesha

El Yantra és un suport gràfic de meditació de la tradició hindú, utilitzat més tard pel budisme (que l'anomena mandala) i pel taoisme. Al jaïnisme, el terme de yantra s'utilitza per parlar de diagrames místics anomenats siddhachakra, navapada on navadevata.
Són diagrames que dels diferents nivells i energies de l'univers personificats en una deïtat. I alhora representen el cos humà entès com una replica microscòpica del macrocosmos. Normalment tenen un perímetre quadrat que con conté rodones, triangles, pètals de lotus i un centre o llavor (bindu).
Per utilitzar el yantra com a suport de meditació es visualitzen tot intentant-lo reconstruir mentalment. Si s'aconsegueixi reconstruir totalment es comença a desconstruir. Sempre intentant concentrar-se únicament amb el suport i a les possibles reaccions que se'n derivin.

## Simbolisme
Segons l'hinduisme un yantra simbolitza una veritat, una qualitat del món: l'amor universal, la veritat suprema, ... Les formes que el componen transporten a continguts conscients pel seu significat conegut, però alhora interpel·len a estructures a psíquiques inconscients.
Segons la simbologia mística tradicional de hindú, el sentit d'aquestes figures geométriques és:
- El punt, anomenat Bindu, simbolitza l'energia, el centre de la creació (en tantrisme, el bindu és igualment un chakra),
- El triangle equilateral cap al baix, Shakti Kona,significa l'aspecte femení, l'aigua,
- El triangle equilateral cap a dalt, Shiva Kona, significa l'aspecte masculí, el foc ;
- El cercle, Chakra, significa l'aire ;
- El quadrat, Bhupura (on Bhur en sanskrit), significa la terra ;
- La flor de lotus, Padma, significa la puresa.

El yantra sempre està inscrit dins una estructura globalment quadrada.

## ElShri-Yantra

El shri-yantra

El « shri-yantra » és un dels més cèlebres yantras, format de quatre triangles apunten cap a dalt i cinc triangles apunten cap a baix. Aquests nou triangles juxtaposats al voltant del bindu formen 43 triangles secundaris. Estan envoltats per una flor de lotus de vuit pètals, símbol del deu Vixnu. Seguit d'una flor de lotus de 16 pètals representant l'objecte de desig. El nom del yantra es refereix a la deessa Lakxhmi, símbol de la fortuna

## Galeria

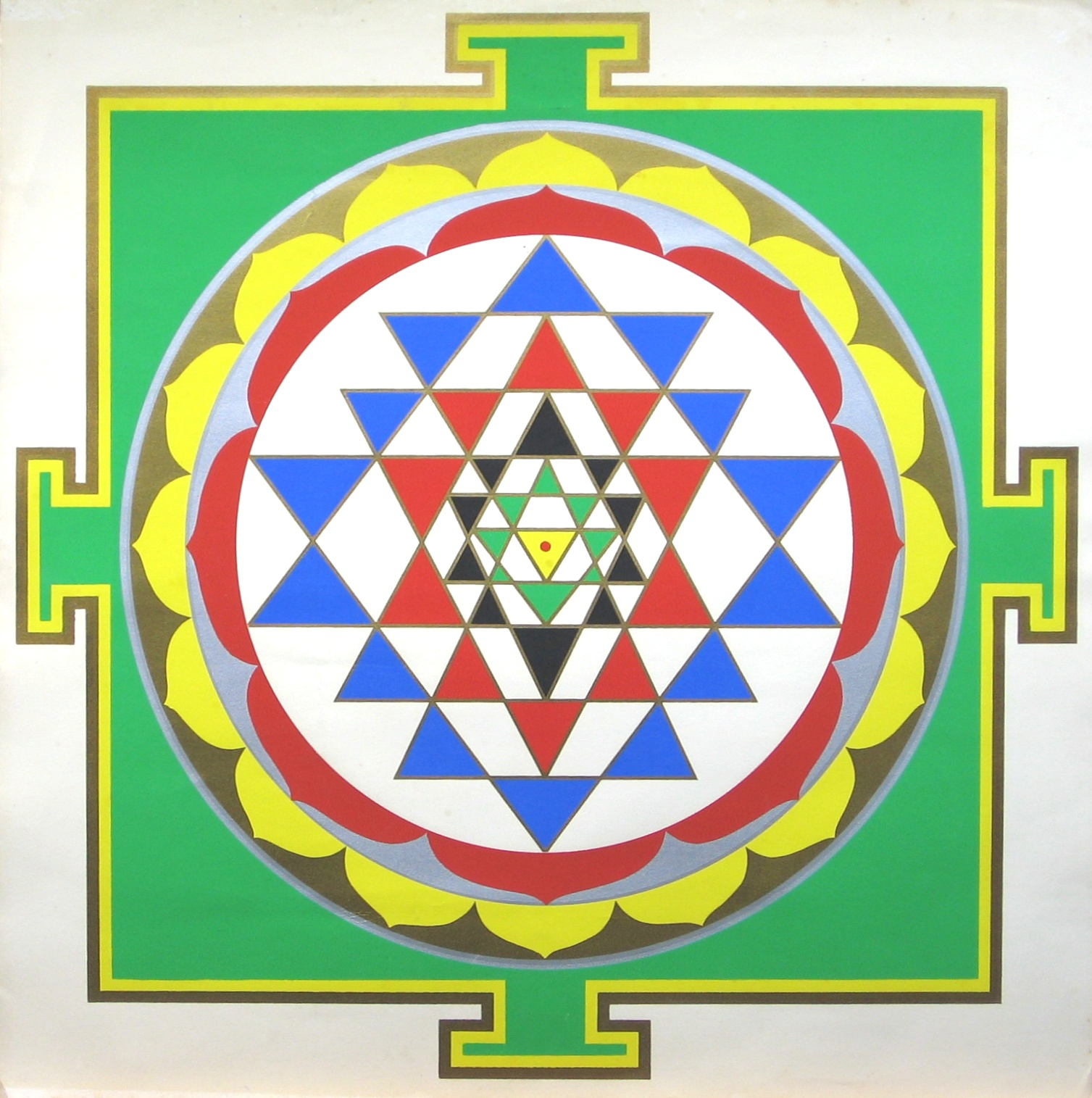
sri chakra
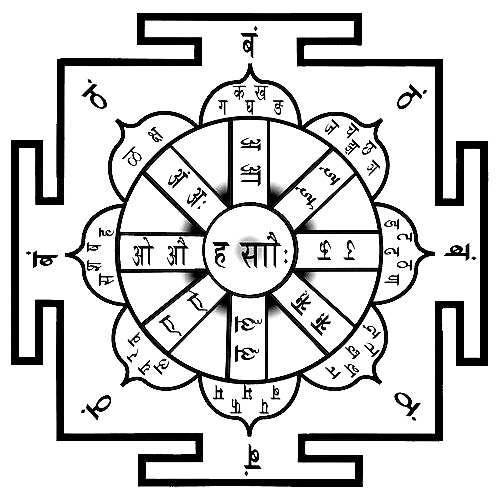
ashta matrika yantra
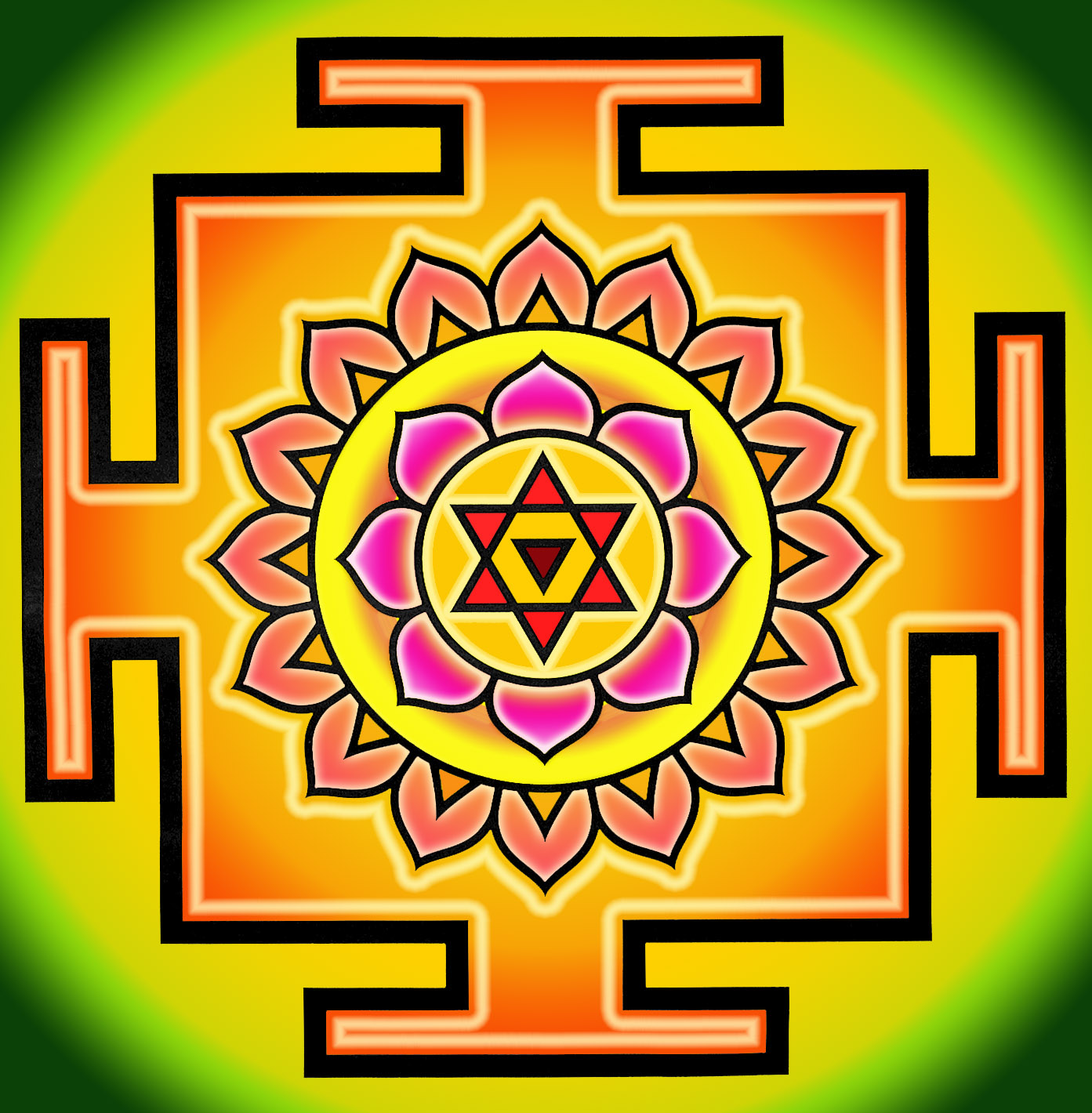
bhagalamukhi yantra
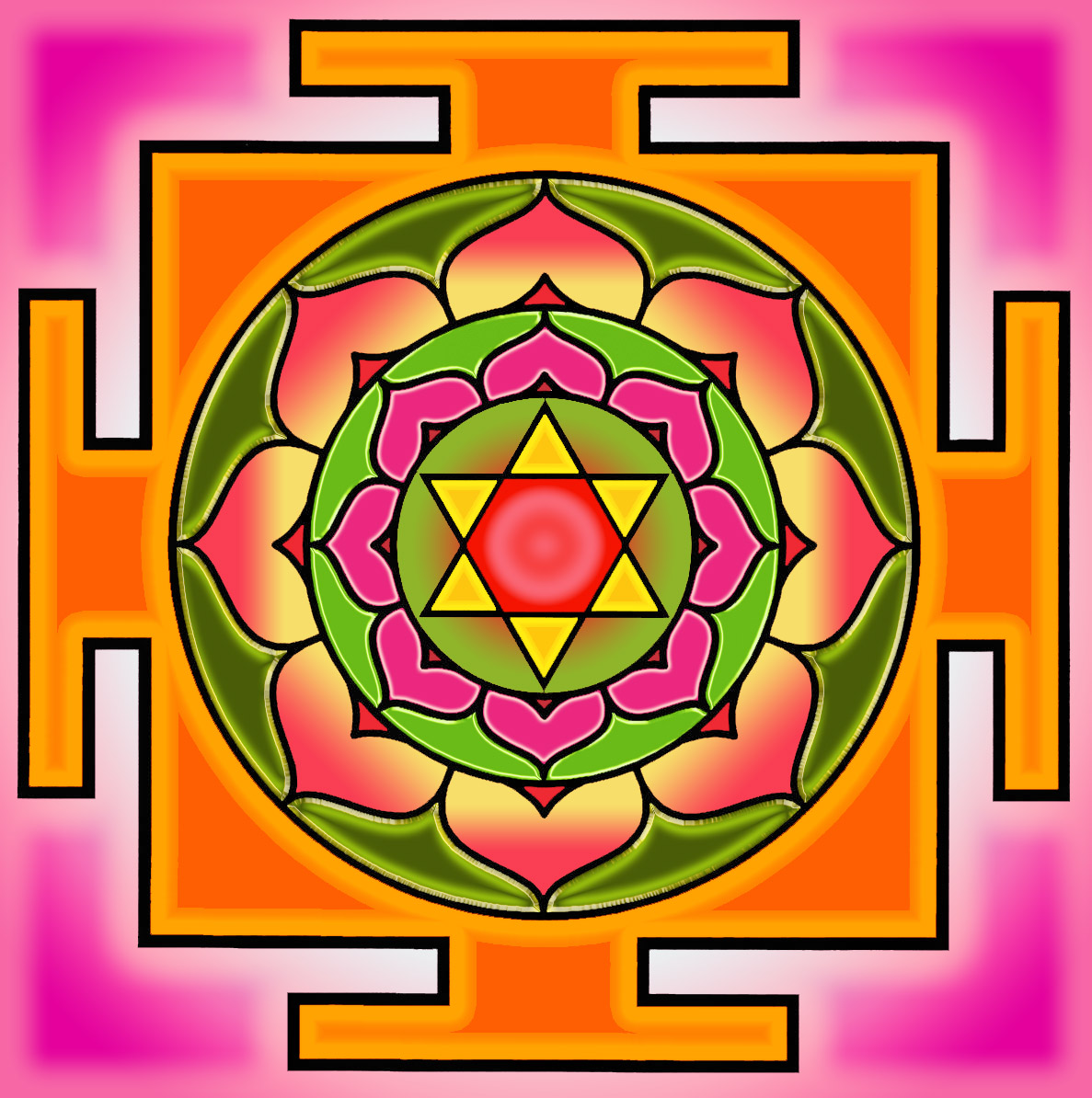
bhuvaneshvari yantra
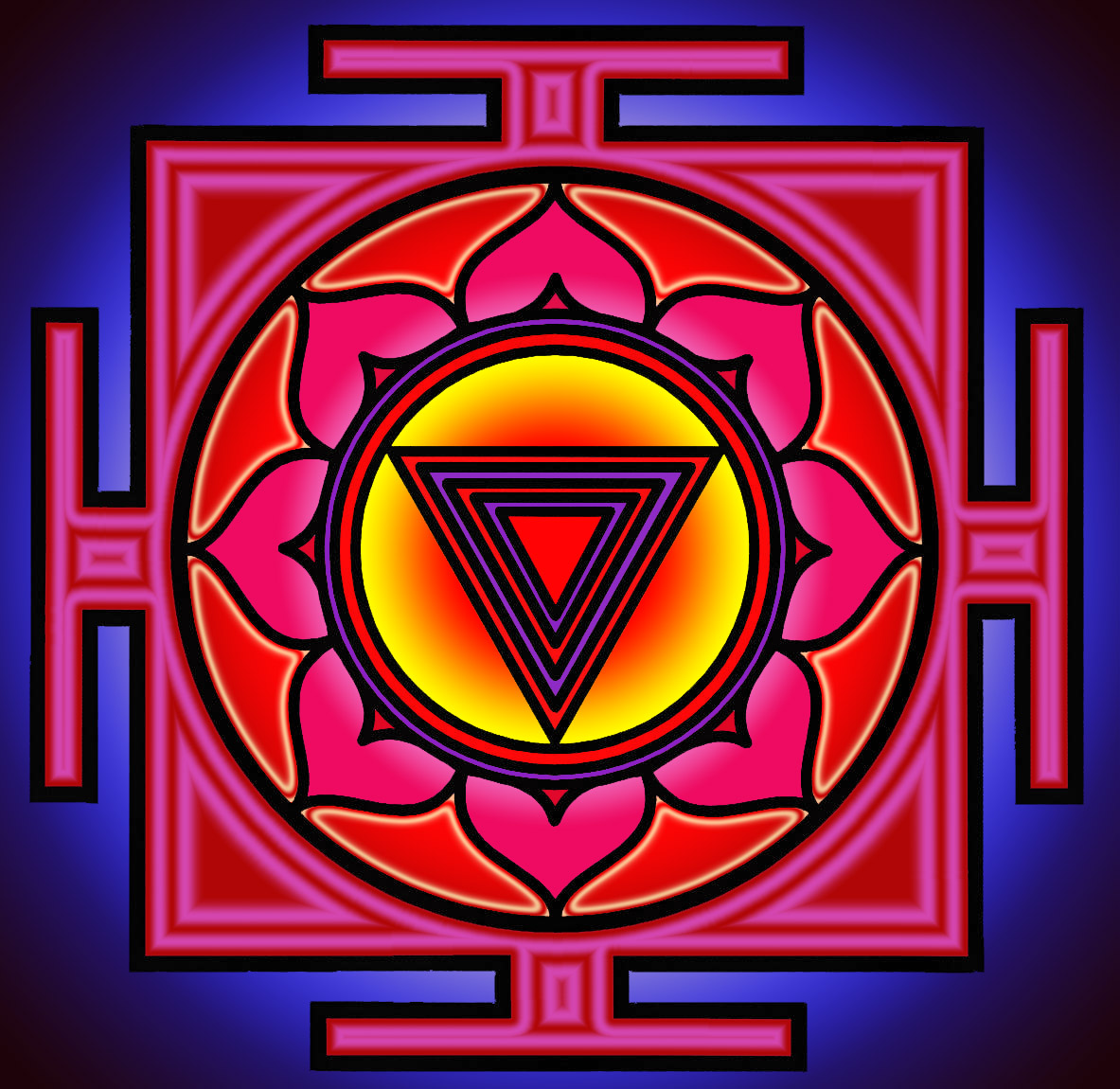
kali yantra
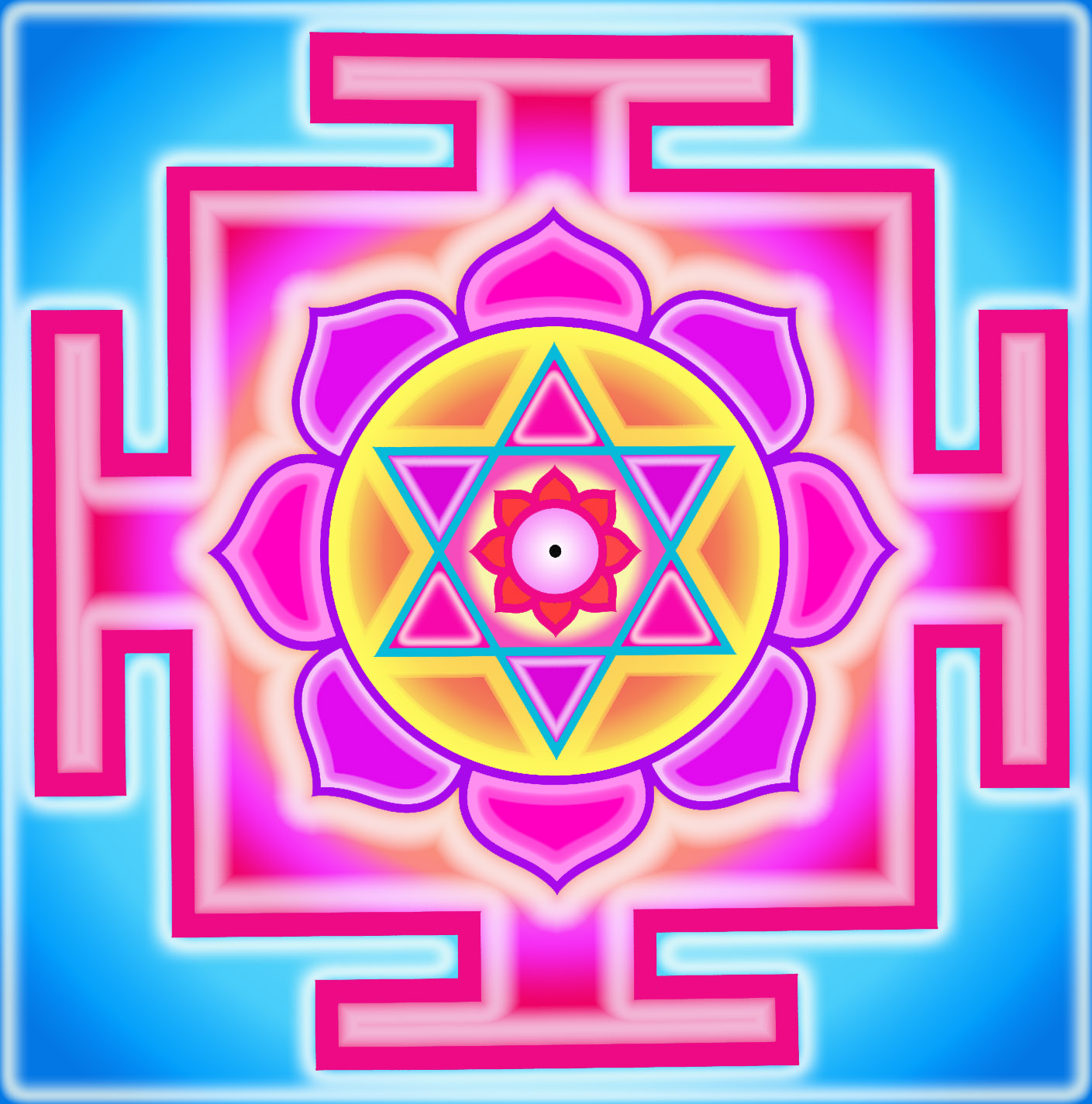
kamala yantra
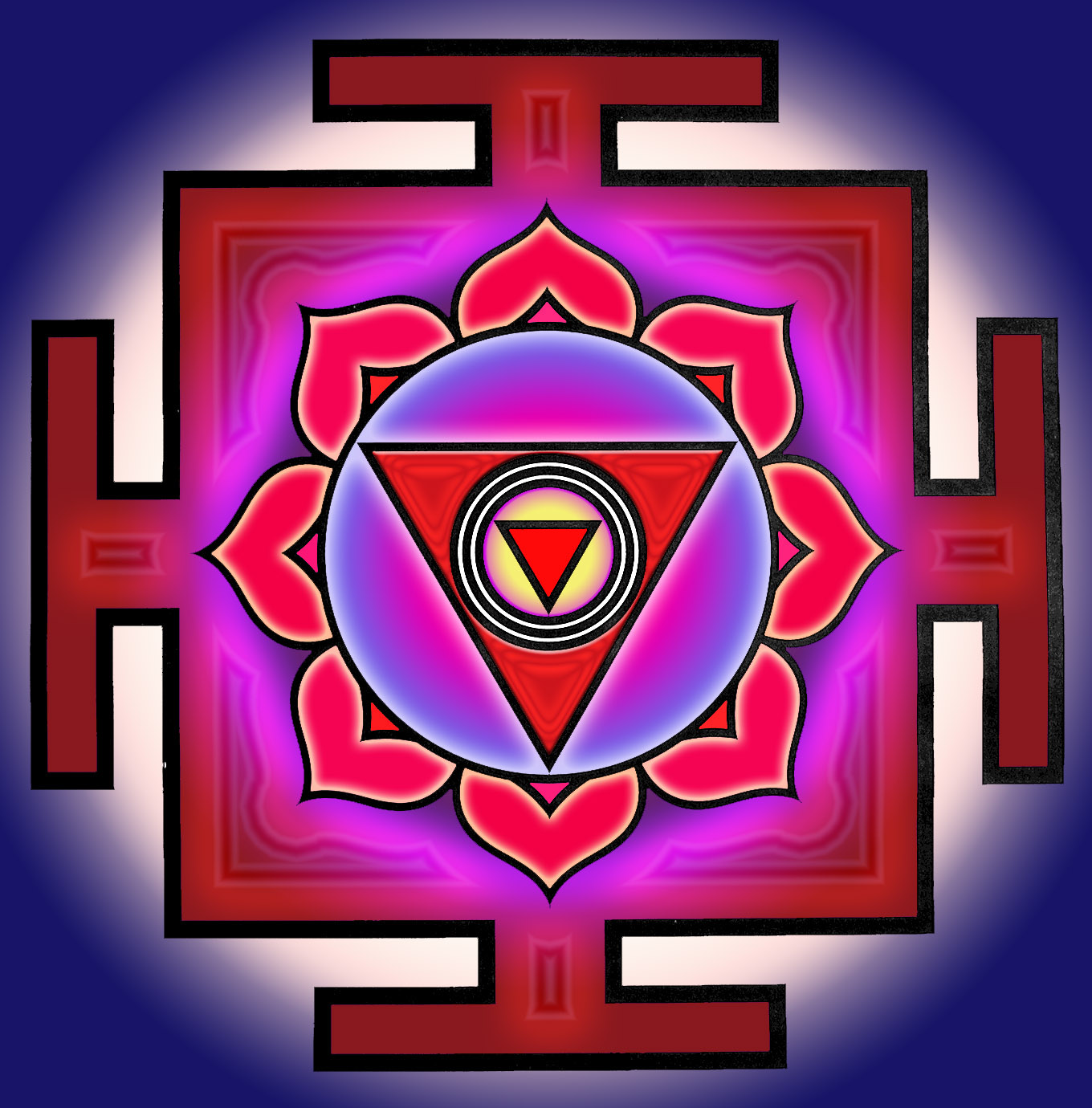
chhinnamasta yantra
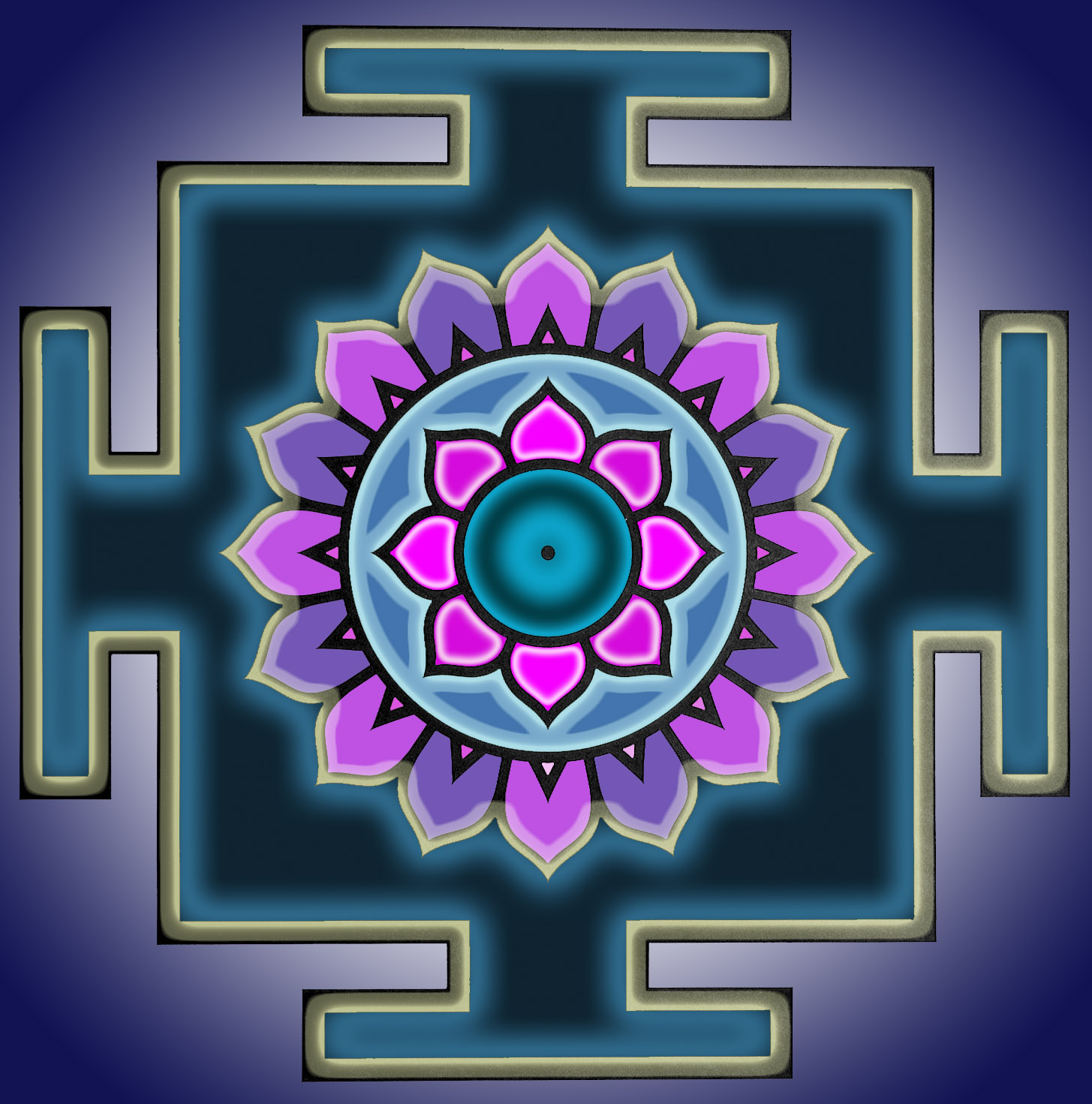
dhumavati yantra